# Vot de plens poders a Philippe Pétain
El vot de plens poders a Philippe Pétain va ser una proposta de revisió de la constitució francesa que se sotmeté al parlament francès, és a dir, a la reunió de la cambra de diputats i del senat reunit a Vichèi el 10 de juliol del 1940. El resultat de la votació, afirmatiu, atorgà plens poders constituents a Henri Philippe Pétain, un militar considerat un heroi de la primera guerra mundial. Aquest dissolgué el parlament, i encapçalà el règim de Vichy, el govern col·laboracionista de França entre els anys 1940 i 1944.

## Antecedents històrics
La legislatura que votà plens poders pel mariscal Pétain estava constituïda pels diputats sorgits de les eleccions del 3 de maig del 1936, guanyades pel Front popular, i pels membres del Senat que globalment foren menys favorables a la reforma constitucional.

## La votació
A dia de la votació, els parlamentaris inscrits eren 846, 544 diputats i 302 senadors que encara restaven dels 907 inscrits el 1939. D'aquests, únicament 670 prengueren part a la votació (426 i 244). Dels 176 absents, 27 eren en ruta a Casablanca viatjant al vaixell Massilia, 17 eren morts i la majoria dels altres no podien o no volien traslladar-se a Vichèi . 60 diputats i un senador havien estat privats del mandat de resultes del Pacte Mólotov-Ribbentrop i del decret llei d'Édouard Daladier del 26 de setembre del 1939 prohibint el partit comunista. La sessió va ser presidida per Jules Jeanneney (que no votà per raó del seu càrrec).
Dels 649 sufragis emesos
- 80 (57 diputats i 23 senadors) votaren no
- 569 (357 i 212) votaren si (quantitat que representava el 87,67% dels vots emesos)
- 20 (12 i 8) s'abstingueren

La proposta s'aprovà. Els 649 vots emesos representaven el 71,55% dels 907 parlamentaris que integraven les dues cambres al començament del 1940, i els si eren el 62,73%. Dels 569 votants en favor dels plens poders, 286 eren considerats d'esquerres o de centreesquerra, i 283 ho eren de dretes, centredreta o sense atribució política. Dels 80 contraris, 73 eren etiquetats com d'esquerres o de centreesquerra.

### Text adoptat
| « | Article unique. L'Assemblée nationale donne tout pouvoir au gouvernement de la République, sous l'autorité et la signature du maréchal Pétain, à l'effet de promulguer par un ou plusieurs actes une nouvelle constitution de l'État français. Cette constitution devra garantir les droits du Travail, de la Famille et de la Patrie. Elle sera ratifiée par la Nation et appliquée par les Assemblées qu’elle aura créées. La présente loi constitutionnelle, délibérée et adoptée par l'Assemblée nationale, sera exécutée comme loi de l'État | » |
| — Fait à Vichy, le 10 juillet 1940 Par le président de la République, Albert Lebrun Le maréchal de France, président du conseil, Philippe Pétain | |   |

El text votat no implicava necessàriament la dissolució de les cambres -que ho serien de totes passades- sinó l'abrogació de les lleis constitucionals del 1875 que havien establert la III República, i l'atorgament de plens poders al mariscal Pétain.
Resum de vots
| Vots emesos | Majoria absoluta | En favor | En contra | Abstencions |
| ----------- | ---------------- | -------- | --------- | ----------- |
| 649         | 325              | 569      | 80        | 20          |

Vots en contra
|                             | Cambra legislativa | Departament          | Partit              |
| Marcel-François Astier      | Senat              | Ardecha              | Gauche Démocratique |
| Jean-Fernand Audeguil       | Cambra de diputats | Gironda              | SFIO                |
| Vincent Auriol              | Cambra de diputats | Alta Garona          | SFIO                |
| Alexandre Bachelet          | Senat              | Departament del Sena | SFIO                |
| Vincent Badie               | Cambra de diputats | Erau                 | Partit radical      |
| Camille Bedin               | Cambra de diputats | Dordonya             | SFIO                |
| Émile Bender                | Senat              | Roine                | Gauche Démocratique |
| Jean Biondi                 | Cambra de diputats | Oise                 | SFIO                |
| Léon Blum                   | Cambra de diputats | Aude                 | SFIO                |
| Laurent Bonnevay            | Cambra de diputats | Roine                | ARGRI               |
| Paul Boulet                 | Cambra de diputats | Erau                 | Gauche indépendante |
| Georges Bruguier            | Senat              | Gard                 | SFIO                |
| Séraphin Buisset            | Cambra de diputats | Isèra                | SFIO                |
| Gaston Cabannes             | Cambra de diputats | Gironda              | SFIO                |
| François Camel              | Cambra de diputats | Arieja               | SFIO                |
| Pierre de Chambrun          | Senat              | Losera               | PDP                 |
| Auguste Champetier de Ribes | Senat              | Baixos Pirineus      | PDP                 |
| Pierre Chaumié              | Senat              | Òlt i Garona         | Gauche Démocratique |
| Arthur Chaussy              | Cambra de diputats | Sena i Marne         | SFIO                |
| Joseph Collomp              | Cambra de diputats | Var                  | SFIO                |
| Octave Crutel               | Cambra de diputats | Sena Inferior        | Partit radical      |
| Achille Daroux              | Cambra de diputats | Vendée               | Partit radical      |
| Maurice Delom-Sorbé         | Cambra de diputats | Baixos Pirineus      | GDRI                |
| Joseph Depierre             | Senat              | Roine                | SFIO                |
| Marx Dormoy                 | Senat              | Alier                | SFIO                |
| Alfred Elmiger              | Cambra de diputats | Roine                | Gauche indépendante |
| Paul Fleurot                | Senat              | Departament del Sena | Gauche Démocratique |
| Émile Fouchard              | Cambra de diputats | Sena i Marne         | UPF                 |
| Édouard Froment             | Cambra de diputats | Ardecha              | SFIO                |
| Paul Giacobbi               | Senat              | Còrsega              | Gauche Démocratique |
| Justin Godart               | Senat              | Roine                | Gauche Démocratique |
| Félix Gouin                 | Cambra de diputats | Boques del Roine     | SFIO                |
| Henri Gout                  | Cambra de diputats | Aude                 | Partit radical      |
| Louis Gros                  | Senat              | Valclusa             | SFIO                |
| Amédée Guy                  | Cambra de diputats | Alta Savoia          | SFIO                |
| Jean Hennessy               | Cambra de diputats | Alps Marítims        | Gauche indépendante |
| Lucien Hussel               | Cambra de diputats | Isèra                | SFIO                |
| André Isoré                 | Cambra de diputats | Pas-de-Calais        | Partit radical      |
| Eugène Jardon               | Cambra de diputats | Alier                | UPF                 |
| Alexis Jaubert              | Cambra de diputats | Corresa              | Partit radical      |
| Claude Jordery              | Cambra de diputats | Roine                | SFIO                |
| François Labrousse          | Senat              | Corresa              | Gauche Démocratique |
| Albert Le Bail              | Cambra de diputats | Finisterre           | Partit radical      |
| Joseph Lecacheux            | Cambra de diputats | Manche               | ARGRI               |
| Victor Le Gorgeu            | Senat              | Finisterre           | Gauche Démocratique |
| Justin Luquot               | Cambra de diputats | Gironda              | SFIO                |
| Augustin Malroux            | Cambra de diputats | Tarn                 | SFIO                |
| Gaston Manent               | Cambra de diputats | Alts Pirineus        | Partit radical      |
| Alfred Margaine             | Cambra de diputats | Marne                | Partit radical      |
| Léon Martin                 | Cambra de diputats | Isèra                | SFIO                |
| Robert Mauger               | Cambra de diputats | Loir i Cher          | SFIO                |
| Jean Mendiondou             | Cambra de diputats | Baixos Pirineus      | Partit radical      |
| Jules Moch                  | Cambra de diputats | Erau                 | SFIO                |
| Maurice Montel              | Cambra de diputats | Cantal               | Gauche indépendante |
| Léonel de Moustier          | Cambra de diputats | Doubs                | RIAS                |
| Marius Moutet               | Cambra de diputats | Droma                | SFIO                |
| René Nicod                  | Cambra de diputats | Ain                  | UPF                 |
| Louis Noguères              | Cambra de diputats | Pirineus Orientals   | SFIO                |
| Jean Odin                   | Senat              | Gironda              | Gauche Démocratique |
| Joseph Paul-Boncour         | Senat              | Loir i Cher          | USR                 |
| Jean Perrot                 | Cambra de diputats | Finisterre           | Partit radical      |
| Georges Pézières            | Senat              | Pirineus Orientals   | SFIO                |
| André Philip                | Cambra de diputats | Roine                | SFIO                |
| Marcel Plaisant             | Senat              | Cher                 | Gauche Démocratique |
| François Tanguy-Prigent     | Cambra de diputats | Finisterre           | SFIO                |
| Paul Ramadier               | Cambra de diputats | Avairon              | USR                 |
| Joseph-Paul Rambaud         | Senat              | Arieja               | Gauche Démocratique |
| René Renoult                | Senat              | Var                  | Gauche Démocratique |
| Léon Roche                  | Cambra de diputats | Alta Viena           | SFIO                |
| Camille Rolland             | Senat              | Roine                | Gauche Démocratique |
| Jean-Louis Rolland          | Cambra de diputats | Finisterre           | SFIO                |
| Joseph Rous                 | Cambra de diputats | Pirineus Orientals   | SFIO                |
| Jean-Emmanuel Roy           | Cambra de diputats | Gironda              | Partit radical      |
| Henry Sénès                 | Senat              | Var                  | SFIO                |
| Philippe Serre              | Cambra de diputats | Meurthe i Mosel·la   | Gauche indépendante |
| Paul Simon                  | Cambra de diputats | Finisterre           | PDP                 |
| Gaston Thiébaut             | Cambra de diputats | Mosa                 | Partit radical      |
| Isidore Thivrier            | Cambra de diputats | Alier                | SFIO                |
| Pierre Trémintin            | Cambra de diputats | Finisterre           | PDP                 |
| Michel Zunino               | Cambra de diputats | Var                  | SFIO                |

### Vots a favor
- Bernard d'Aillières (diputat - Sarthe - Fédération républicaine) - inelegible després de l'Alliberament i fins al 1949
- André Albert (diputat - Deux-Sèvres - Partit Camille Pelletan)
- Fabien Albertin (diputat - Boques del Roine - SFIO)
- Auguste Albertini (senador - Erau - Gauche Démocratique)
- Gaston Allemane (diputat - Departament del Sena - SFIO)
- Jean-Baptiste Amat (senador - Alta Garona - Gauche Démocratique)
- Hubert d'Andlau de Hombourg (senador - Baix Rin - Union Républicaine) - inelegible després de l'Alliberament
- Henry Andraud (diputat - Puèi Domat - No adscrit)
- Adrien André (senador - Viena - Gauche Démocratique)
- Joseph Antier (senador - Alt Loira - ANRS)
- Paul Antier (diputat - Alt Loira - Agraire indépendant)
- Bertrand de Sauvan d'Aramon (diputat - Departament del Sena - Fédération républicaine)
- René Arbeltier (diputat - Sena i Marne - SFIO)
- Léon Archimbaud (diputat - Droma - Partit radical)
- Raymond Armbruster (senador - Aube - No adscrit)
- Justin Arnol (diputat - Isèra - SFIO)
- Raoul Aubaud (diputat - Oise - Partit radical)
- Louis Aubert (diputat - Vendée - No adscrit)
- Étienne d'Audiffret-Pasquier (diputat - Orne - RIAS)
- François Auffray (diputat - Costes del Nord - Partit radical)
- Léonide Babaud-Lacroze (senador - Charente - Gauche Démocratique)
- Paul Bachelet (senador - Pas-de-Calais - No adscrit)
- Emerand Bardoul (diputat - Loira Inferior - Fédération républicaine)
- Jacques Bardoux (senador - Puèi Domat - Union démocratique et radicale)
- Léon Baréty (diputat - Alps Marítims - ARGRI)
- Charles Baron (diputat - Baixos Alps - SFIO)
- Étienne Baron (diputat - Tarn i Garona -Partit radical)
- Édouard Barthe (diputat - Erau - USR)
- Georges Barthélémy (diputat - Departament del Sena - Socialiste SFIO)
- Alfred Basquin (diputat - Somme - SFIO)
- Victor Bataille (diputat - Saona i Loira -GDRI)
- Pierre Baudouin-Bugnet (diputat - Doubs - GDRI)
- Charles Baudry (diputat - Sena i Marne - No adscrit)
- Maurice Baufle (senador - Doubs - Union Républicaine)
- Gaston Bazile (senador - Gard - Gauche Démocratique)
- Maurice Bazin (diputat - Jura - ARGRI)
- Kléber Beaugrand (diputat - Loir i Cher -SFIO)
- André Beauguitte (diputat - Mosa -ARGRI)
- Jean Beaumont (senador - Allier - Gauche Démocratique)
- Jean de Beaumont (Bonnin de la Bonninière) (diputat - Conxinxina -No adscrit)
- Auguste Beauvillain (diputat - Nord - SFIO)
- Henri Becquart (diputat - Nord - Fédération républicaine)
- Albert Bedouce (diputat - Alta Garona - SFIO)
- Robert Bellanger (senador - Illa i Vilaine -Gauche Démocratique)
- Robert Belmont (senador - Isèra - Gauche Démocratique)
- Adrien Bels (senador - Dordonya - Gauche Démocratique)
- Gaston Beltrémieux (diputat - Pas-de-Calais - SFIO)
- Ernest Beluel (senador - Alta Garona - Gauche Démocratique)
- Paul Bénazet (senador - Indre - Gauche Démocratique)
- Pierre Béranger (diputat - Eure - ARGRI)
- Léon Bérard (senador - Baixos Pirineus - Union Républicaine)
- Gaston Bergery (diputat - Sena i Oise - Parti frontiste)
- Jean Bernex (diputat - Alta Savoia - Fédération républicaine)
- Paul Bernier (diputat - Indra i Loira - Partit radical)
- Gérard de Berny (senador - Somme - No adscrit)
- Émile Béron (diputat - Mosel·la - ex-comunista Gauche indépendante)
- Charles Berthézenne (diputat - Gard - USR)
- Aimé Berthod (senador - Jura - Gauche Démocratique)
- William Bertrand (senador - Charente Inferior - Gauche Démocratique)
- René Besnard (senador - Indra i Loira - Gauche Démocratique)
- René Besse (diputat - Lot - No adscrit)
- Léon Betoulle (senador - Alta Viena - SFIO)
- Robert Bézos (diputat - Landes - Partit radical)
- Maxence Bibié (diputat - Dordonya - USR)
- Louis Biétrix (diputat - Doubs - IURN)
- Joseph Blanc (senador - Alta Savoia - Gauche Démocratique)
- Prosper Blanc (diputat - Ain - ARGRI)
- Sylvain Blanchet (diputat - Cruesa - SFIO)
- François Blancho (senador - Loira Inferior - SFIO)
- Louis de Blois (senador - Maine i Loira -No adscrit)
- Jean Boivin-Champeaux (senador - Calvados - Union Républicaine)
- Léon Bon (senador - Boques del Roine - SFIO)
- Georges Bonnet (diputat - Dordonya - Partit radical)
- Victor Boret (senador - Viena - Gauche Démocratique)
- Charles Borgeot (senador - Saona i Loira - Gauche Démocratique)
- Antoine Borrel (senador - Savoia - Gauche Démocratique)
- Lucien Bossoutrot (diputat - Departament del Sena - Partit radical)
- Marcel Boucher (diputat - Vosges - IURN)
- René Boudet (diputat - Allier - SFIO)
- Yves Bouguen (senador - Costes del Nord - Union démocratique et radicale)
- Fernand Bouisson (diputat - Boques del Roine - No adscrit)
- Charles Bouissoud (diputat - Saona i Loira - ARGRI)
- Henri Boulay (diputat - Saona i Loira - SFIO)
- Georges Boully (senador - Yonne - Gauche Démocratique)
- Jacques Bounin (diputat - Alps Marítims - No adscrit)
- Henry Bourdeaux (senador - Somme - Union démocratique et radicale)
- Jean Bousgarbiès (diputat - Aude - Partit radical)
- Édouard Bousquet (diputat - Losera - Fédération républicaine)
- François Boux de Casson (diputat - Vendée - Fédération républicaine)
- Émile Brachard (diputat - Aube - Partit radical)
- Félix Braise (senador - Alta Savoia - Union Républicaine) - décédé avant la fin de son mandat
- Raoul Brandon (diputat - Departament del Sena - USR) - mort abans de la fi del mandat
- Alfred Brard (senador - Morbihan - Gauche Démocratique)
- Georges Bret (diputat - Illa i Vilaine -No adscrit)
- Andre Breton (senador - Cher - Gauche Démocratique)
- Michel Brille (diputat - Somme - ARGRI)
- Louis Bringer (senador - Losera - No adscrit)
- Camille Briquet (diputat - Eure - Partit radical)
- Joseph Brom (senador - Alt Rin - No adscrit)
- Auguste Brunet (diputat - La Reunió - Union Républicaine démocratique et de solidarité créole) - francmaçó - inelegible després de l'Alliberament
- René Brunet (diputat - Droma - SFIO)
- Albert Buisson (senador - Puèi Domat - Gauche Démocratique)
- Pierre Burgeot (diputat - Roine - Fédération républicaine)
- Maurice Burrus (diputat - Alt Rin - IAP)
- René Burtin (diputat - Saona i Loira - SFIO)
- Louis Buyat (diputat - Isèra - ARGRI)
- Joseph Cadic (diputat - Morbihan - No adscrit)
- Joseph Caillaux (senador - Sarthe - Gauche Démocratique)
- René Caillier (senador - Gironda - Union démocratique et radicale)
- Armand Calmel (senador - Gironda - Union démocratique et radicale)
- Edmond Filhol de Camas (senador - Morbihan - Gauche Démocratique)
- Laurent Camboulives (senador - Tarn - Gauche Démocratique)
- Gratien Candace (diputat - Guadalupe - GDRI)[10]
- Marcel Capron (diputat - Departament del Sena - comunista)
- Joseph Capus (senador - Gironda - Union démocratique et radicale)
- René Carré-Bonvalet (senador - Charente Inferior - Gauche Démocratique)
- Bertrand Carrère (senador - Alta Garona - Gauche Démocratique)
- Hyacinthe Carron (diputat - Savoia - Partit radical)
- Émile Cassez (senador - Alt Marne - Gauche Démocratique)
- Jean Castagnez (diputat - Cher - SFIO)
- Léon Castel (diputat - Aude - Partit radical)
- Stanislas de Castellane (senador - Cantal - Union démocratique et radicale)
- Camille Cautru (senador - Calvados - Union Républicaine)
- Antoine Cayrel (diputat - Gironda - Gauche indépendante)
- Pierre de Chabot (diputat - Vendée - Fédération républicaine)
- Auguste Chambonnet (senador - Cruesa - Gauche Démocratique)
- Jacques de Chammard (senador - Corresa - Gauche Démocratique)
- François de Champeaux (diputat - Costa d'Or - ARGRI)
- Eugène Chanal (senador - Ain - Gauche Démocratique)
- François Chasseigne (diputat - Indre - PUP)
- René Château (diputat - Charente Inferior - Partit radical) - filòsof conegut pel pseudònim Jean-Pierre Abel
- Jean Chaulin-Servinière (diputat - Mayenne - GDRI)
- Alphonse Chautemps (senador - Indra i Loira - Gauche Démocratique)
- Camille Chautemps (senador - Loir i Cher - Gauche Démocratique)
- Albert Chichery (diputat - Indre - Partit radical)
- Armand Chouffet (diputat - Roine - SFIO)
- Jean-Marie Clamamus (senador - Departament del Sena - Grup comunista)
- Fernand Claudet (diputat - Doubs - RIAS)
- François de Clermont-Tonnerre (diputat - Somme - Agraire indépendant)
- André Cointreau (diputat - Maine i Loira - RIAS)
- Pierre Colomb (diputat - Viena - GDRI)
- Emery Compayré (diputat - Tarn - Partit radical)
- Victor Constant (senador - Departament del Sena - Union Républicaine)
- René Converset (senador - Aube - No adscrit)
- René Coty (senador - Sena Inferior - Union Républicaine) - futur president de la 4a. República
- Joseph Coucoureux (senador - Avairon - Union Républicaine)
- Aimé Coulaudon (diputat - Puèi Domat - SFIO)
- Louis Courot (senador - Mosa - Union Républicaine)
- Paul Courrent (diputat - Òlt i Garona - Partit radical)
- Léon Courson (diputat - Indra i Loira - Partit radical)
- Jules Courtehoux (diputat - Ardenes - Partit radical)
- Pierre de Courtois (senador - Baixos Alps - Gauche Démocratique)
- Georges Cousin (diputat - Departament del Sena - Fédération républicaine)
- Jean Crouan (diputat - Finisterre - Fédération républicaine)
- Camille Dahlet (diputat - Baix Rin - IAP)
- Albert Daille (diputat - Tarn i Garona - Partit radical) - mort abans de la fi del mandat
- Charles Daniel-Vincent (senador - Nord - Gauche Démocratique)
- Adrien Dariac (diputat - Orne - GDRI)
- Louis Dauzier (senador - Cantal - Gauche Démocratique)
- André David (diputat - Alta Garona - SFIO)
- Marcel Déat (diputat - Charente - USR) - mort en l'exili a Itàlia
- Gabriel Debrégéas (diputat - Alta Viena - SFIO)
- Gilbert Declercq (diputat - Nord - comunista) - Mort per França
- Amédée Delaunay (diputat - Charente Inferior - Partit radical) - mort abans de la fi del mandat
- Maurice Delaunay (diputat - Calvados - No adscrit)
- François Delcos (diputat - Pirineus Orientals - Partit radical)
- Charles Delesalle (senador - Pas-de-Calais - Union démocratique et radicale)
- Vincent Delpuech (senador - Boques del Roine - Gauche Démocratique)
- Roger Delthil (senador - Tarn i Garona - Gauche Démocratique)
- René Delzangles (diputat - Baixos Pirineus - GDRI)
- Georges Denis (diputat - Mayenne - ARGRI)
- Eugène Dereuse (diputat - Nord - SFIO)
- Jean Desbons (diputat - Alts Pirineus - GDRI)
- Jean Deschanel (diputat - Eure i Loir - GDRI)
- Marcel Deschaseaux (diputat - Vosges - Parti social français)
- Louis Deschizeaux (diputat - Indre - USR)
- Jean Marie Desgranges (diputat - Morbihan - No adscrit)
- Charles Desjardins (senador - Aisne - ANRS)
- Marcel Desprès (senador - Saona i Loira - Gauche Démocratique)
- Maurice Deudon (diputat - Nord - SFIO)
- Stanislas Devaud (diputat - Algèria - RIAS)
- Sulpice Dewez (diputat - Nord - Communiste)
- Louis de Diesbach de Belleroche (diputat - Pas-de-Calais - ARGRI)
- Pierre Dignac (diputat - Gironda - ARGRI)
- René Dommange (diputat - Departament del Sena - IURN)
- Marcel Donon (senador - Loiret - Gauche Démocratique)
- Maurice Dormann (senador - Sena i Oise -No adscrit)
- Gustave Doussain (diputat - Departament del Sena - ARGRI)
- Maurice Drouot (diputat - Alt Saona - ARGRI)
- Alfred Duault (diputat - Costes del Nord - PDP)
- Antoine Dubon (diputat - Landes - USR)
- Albert Dubosc (diputat - Sena Inferior - GDRI)
- Louis-François Dubosc (diputat - Gers - SFIO)
- Jacques Duboys-Fresney (diputat - Mayenne - Fédération républicaine)
- Pierre Duchesne-Fournet (diputat - Calvados - ARGRI)
- Hippolyte Ducos (diputat - Alta Garona - Partit radical)
- Jacques-Louis Dumesnil (senador - Sena i Marne - No adscrit)
- Alphonse Dupont (diputat - Ain - ARGRI)
- Édouard Frédéric-Dupont (diputat - Departament del Sena - Fédération républicaine)
- Pierre Dupuy (diputat - Índia Francesa - ARGRI)
- Augustin Dutertre de La Coudre (diputat - Loira Inferior - Fédération républicaine)
- Henri Elby (senador - Pas-de-Calais - Union démocratique et radicale)
- Charles Elsaesser (diputat - Baix Rin - IAP)
- Georges Escande (senador - Òlt i Garona - Gauche Démocratique)
- Marius Escartefigue (diputat - Var - GDRI)
- Ernest Esparbès (diputat - Alta Garona - SFIO)
- Pierre Even (senador - Costes del Nord - Gauche Démocratique)
- Laurent Eynac (senador - Alt Loira - Gauche Démocratique)
- François Eynard (senador - Droma - Gauche Démocratique)
- Ulysse Fabre (senador - Valclusa - Gauche Démocratique)
- Jean Fabry (senador - Doubs - Union Républicaine)
- André Fallières (senador - Òlt i Garona - Gauche Démocratique)
- Roger Farjon (senador - Pas-de-Calais - Union Républicaine)
- Maxime Fauchon (diputat - Manche - RIAS)
- Joseph Féga (diputat - Alt Rin - ARGRI)
- Raymond Férin (diputat - Marne - Partit radical)
- Jean Fernand-Laurent (diputat - Departament del Sena - Indépendants républicains)
- Camille Ferrand (senador - Cruesa - Gauche Démocratique)
- André Février (diputat - Roine - SFIO)
- Eugène Fiancette (senador - Departament del Sena - Gauche Démocratique)
- Louis Fieu (diputat - Tarn - SFIO)
- Henri Fiori (diputat - Algèria - USR)
- Pierre-Étienne Flandin (diputat - Yonne - ARGRI)
- René Fontanille (senador - Òlt - Gauche Démocratique)
- Albert Fouilloux (senador - Ain - Gauche Démocratique)
- Achille-Armand Fould (diputat - Alts Pirineus - ARGRI)
- Manuel Fourcade (senador - Alts Pirineus - Union Républicaine)
- François Fourcault de Pavant (diputat - Sena i Oise - RIAS)
- Gustave Fourment (senador - Var - Gauche Démocratique)
- Jules Fourrier (diputat - Departament del Sena - comunista)
- Ernest de Framond de La Framondie (diputat - Losera - Fédération républicaine)
- Toussaint Franchi (diputat - Boques del Roine - SFIO)
- François du Fretay (senador - Finisterre - Union Républicaine)
- Jean Froget (senador - Roine - Gauche Démocratique)
- Ludovic-Oscar Frossard (diputat - Alt Saona - No adscrit)
- Eugène Frot (diputat - Loiret - USR)
- Édouard Fuchs (diputat - Alt Rin - IAP)
- Félix Gadaud (senador - Dordonya - Gauche Démocratique)
- Louis Gaillemin (senador - Vosges - Union Républicaine)
- Lucien Galimand (diputat - Sena Inferior - Partit radical)
- Antoine Gallet (diputat - Ain - GDRI)
- Jean Gapiand (diputat - Loira - No adscrit)
- Jean Garchery (diputat - Departament del Sena - SFIO)
- Abel Gardey (senador - Gers - Gauche Démocratique)
- Louis Gardiol (diputat - Baixos Alps - SFIO)
- Louis Garrigou (senador - Òlt - Gauche Démocratique)
- Alphonse Gasnier-Duparc (senador - Illa i Vilaine - Gauche Démocratique)
- Lucien Gasparin (diputat - La Reunió - Radical) - francmaçó
- Gaston Gérard (diputat - Costa d'Or - GDRI)
- Pierre-Marie Gaurand (diputat - Loira - ARGRI)
- Gustave Gautherot (senador - Loira Inferior - ANRS)
- Fernand Gautier (senador - Indre - Gauche Démocratique)
- Émile Gellié (diputat - Gironda - GDRI)
- Fernand Gentin (diputat - Aube - Partit radical)
- André Genty (diputat - Sena Inferior - Agraire indépendant)
- Henri Gérente (diputat - Alta Savoia -No adscrit)
- Paul Germain (senador - Indra i Loira - Gauche Démocratique)
- Raymond Gernez (diputat - Nord - SFIO)
- Pierre Gillet (diputat - Morbihan - Agraire indépendant)
- Jean Ginet (diputat - Isèra - Partit radical)
- Fernand Girault (diputat - Loira - ARGRI)
- André Goirand (senador - Deux-Sèvres - Gauche Démocratique)
- René Gounin (senador - Charente - Gauche Démocratique)
- Paul Goussu (diputat - Sarthe - PDP)
- Jean Goy (diputat - Calvados - GDRI)
- Georges de Grandmaison Charles (senador - Maine i Loira - Union Républicaine)
- Robert de Grandmaison (diputat - Maine i Loira - RIAS)
- Arsène Gros (diputat - Jura - SFIO)
- Charles Guernier (diputat - Illa i Vilaine -No adscrit)
- Marcel Guerret (diputat - Tarn i Garona - SFIO)
- Louis Guichard (diputat - Valclusa - Partit radical)
- Abel Guidet (diputat - Pas-de-Calais - Partit radical) - Mort per França
- Jacques Guilhem (senador - Aude - Gauche Démocratique)
- Joseph Gullung (diputat - Alt Rin - IAP)
- Louis Guyonnet (senador - Isèra - Gauche Démocratique)
- Edmond Hannotin (senador - Ardenes - Union démocratique et radicale)
- Charles d'Harcourt (senador - Calvados - Union Républicaine)
- Joseph Harent (senador - Somme - No adscrit)
- Paul Harter (diputat - Mosel·la - IAP)
- Charles Hartmann (diputat - Alt Rin - IAP)
- Jean Hay (diputat - Charente Inferior - Partit radical) - Mort per França
- Arthur Heid (diputat - Mosel·la - IAP)
- Philippe Henriot (diputat - Gironda - Fédération républicaine)
- Gaston Henry-Haye (senador - Sena i Oise -No adscrit)
- Marcel Héraud (diputat - Departament del Sena - RIAS)
- Yves Hervé (diputat - Costes del Nord - RIAS) - mort abans de la fi del mandat
- Max Hymans (diputat - Indre - USR)
- Charles des Isnards (diputat - Departament del Sena - Fédération républicaine)
- Paul Jacquier (senador - Alta Savoia - Gauche Démocratique)
- Jean Jacquy (senador - Marne - No adscrit)
- Robert Jardillier (diputat - Costa d'Or - SFIO)
- André Join-Lambert (senador - Eure - Union Républicaine)
- François Joly (diputat - Illa i Vilaine - RIAS)
- Prosper Josse (senador - Eure - ANRS)
- Paul Jourdain (senador - Alt Rin - Union démocratique et radicale)
- Jacques de Juigné (senador - Loira Inferior - No adscrit)
- Edgar de Kergariou (senador - Costes del Nord - Union démocratique et radicale)
- Ernest Labbé (senador - Ardenes - Union démocratique et radicale)
- Raymond Lachal (diputat - Puèi Domat - ARGRI)
- Guy La Chambre (diputat - Illa i Vilaine - Partit radical)
- Gabriel Lafaye (diputat - Gironda - USR)
- Henri de La Ferronnays (diputat - Loira Inferior - No adscrit)
- Paul Laffont (senador - Arieja - Gauche Démocratique)
- Paul Lambin (diputat - Aisne - SFIO)
- Lucien Lamoureux (diputat - Allier - Partit radical)
- Ferdinand Lancien (senador - Finisterre - Gauche Démocratique)
- Joseph Laniel (diputat - Calvados - ARGRI)
- Ernest Laroche (diputat - Puèi Domat - SFIO)
- Henri Laudier (senador - Cher - Gauche Démocratique)
- Jean Raymond-Laurent (diputat - Loira - PDP)
- Pierre Lautier (senador - Ardecha - Union Républicaine)
- Pierre Laval (senador - Puèi Domat - No adscrit) - afusellat el 15 d'octubre del 1945
- Fernand Lavergne (senador - Tarn - Gauche Démocratique)
- André Lavoinne (senador - Sena Inferior - Union Républicaine)
- André Lebert (senador - Sarthe - Union démocratique et radicale)
- Edmond Leblanc (senador - Mayenne - Union Républicaine)
- Marcel Lebœuf (senador - Nièvre - Union démocratique et radicale
- René Lebret (diputat - Sena Inferior - USR)
- Jean Le Cour Grandmaison (diputat - Loira Inferior - No adscrit)
- Henri Léculier (senador - Jura - Gauche Démocratique)
- Ferdinand Ledoux (diputat - Ardenes - Partit radical)
- Alexandre Lefas (senador - Illa i Vilaine - Union Républicaine)
- Edmond Lefebvre du Prey (senador - Pas-de-Calais - Union Républicaine)
- Roger Lefèvre (diputat - Charente Inferior - SFIO)
- Firmin Leguet (senador - Ardenes - Union démocratique et radicale)
- Olivier Le Jeune (senador - Finisterre - No adscrit)
- Jean Lemaistre (senador - Illa i Vilaine - Gauche Démocratique)
- Philippe Le Maux (diputat - Costes del Nord - SFIO)
- Henry Lémery (senador - Martinica - No adscrit)
- Eugène Le Moignic (senador - Companyia de l'Índia Francesa - Gauche Démocratique)
- Étienne Le Poullen (diputat - Illa i Vilaine - Fédération républicaine)
- Eugène Le Roux (diputat - Loira Inferior - SFIO)
- Samuel de Lestapis (diputat - Baixos Pirineus - ARGRI)
- Jean de Leusse (senador - Baix Rin - Union Républicaine)
- Luc Levesque (diputat - Viena - GDRI)
- Moïse Lévy (senador - Alt Saona - Gauche Démocratique)
- Louis L'Hévéder (diputat - Morbihan - SFIO)
- André Liautey (diputat - Alt Saona - Partit radical)
- Louis Linÿer (senador - Loira Inferior - ANRS)
- Jean Lissar (senador - Baixos Pirineus - Union Républicaine)
- Pierre Lohéac (diputat - Finisterre - RIAS)
- Pierre Loubat (senador - Tarn - Gauche Démocratique)
- Joseph Loubet (senador - Òlt - Gauche Démocratique)
- Louis Louis-Dreyfus (senador - Alps Marítims - No adscrit)
- Victor Lourties (senador - Landes - Gauche Démocratique)
- Octave Lucas (diputat - Manche - Fédération républicaine)
- Albert Lucchini (diputat - Boques del Roine - SFIO)
- Clovis Macouin (diputat - Deux-Sèvres - Fédération républicaine)
- Marius Maffray (diputat - Indra i Loira - SFIO)
- Albert Mahieu (senador - Nord - Union démocratique et radicale)
- Moïse Majurel (diputat - Erau - SFIO)
- André Mallarmé (senador - Algèria - No adscrit)
- Émile Malon (diputat - Manche - No adscrit)
- Ernest Malric (diputat - Tarn - Partit radical)
- Louis-Jean Malvy (diputat - Òlt - Partit radical)
- Anatole Manceau (senador - Maine i Loira - Union Républicaine)
- Paul Marchandeau (diputat - Marne - Partit radical)
- Léon Marescaux (diputat - Nord - GDRI)
- Jean Maroger (senador - Avairon - Union Républicaine)
- André Maroselli (senador - Alt Saona - Gauche Démocratique)
- Adrien Marquet (diputat - Gironda - No adscrit)
- Louis Martel (diputat - Alta Savoia - PDP)
- François Martin (diputat - Avairon - Fédération républicaine)
- Henri Martin (diputat - Marne - SFIO) - Mort per França
- Raymond Martin (senador - Alt Marne - Gauche Démocratique)
- Pierre Masse (senador - Erau - Gauche Démocratique)
- Émile Massé (diputat - Puèi Domat - Partit radical)
- Joseph Massé (diputat - Cher - IURN)
- Marcel Massot (diputat - Baixos Alps - Partit radical)
- Jacques Masteau (diputat - Viena - GDRI)
- Pierre Mathé (diputat - Costa d'Or - Agraire indépendant)
- Albert Mauguière (diputat - Alt Saona - Partit radical)
- Paul Maulion (senador - Morbihan - Gauche Démocratique)
- Henri Maupoil (senador - Saona i Loira - Gauche Démocratique)
- Georges Maurice (senador - Viena - Gauche Démocratique)
- Henri Meck (diputat - Baix Rin - IAP)
- Jean Médecin (senador - Alps Marítims - No adscrit)
- André Mellenne (diputat - Oise - Partit radical)
- Georges Ménier (diputat - Charente - Partit radical)
- Albert Mennecier (diputat - Aisne - SFIO)
- Henry Merlin (senador - Marne - Gauche Démocratique)
- Léon Meyer (diputat - Sena Inferior - Partit radical) - no acabà el mandat
- Jean Michard-Pellissier (diputat - Alts Alps - Gauche indépendante)
- Augustin Michel (diputat - Alt Loira - Fédération républicaine)
- Pierre Michel (senador - Costes del Nord - Gauche Démocratique)
- Edmond Miellet (diputat - Territori de Belfort - Partit radical)
- François Milan (senador - Savoia - Gauche Démocratique)
- Eugène Milliès-Lacroix (senador - Landes - Gauche Démocratique)
- Émile Mireaux (senador - Alts Pirineus - Union démocratique et radicale)
- Jean Mistler (diputat - Aude - Partit radical)
- Jules Mitton (diputat - Eure i Loir - Partit radical)
- Maurice Mollard (senador - Savoia - Gauche Démocratique)
- Édouard Moncelle (diputat - Mosel·la - Indépendants républicains)
- Louis Monfort (diputat - Finisterre - No adscrit)
- Fernand Monsacré (senador - Aube - No adscrit)
- Joseph Monsservin (senador - Avairon - Union Républicaine)
- Hubert de Montaigu (diputat - Loira Inferior - Fédération républicaine)
- Geoffroy de Montalembert (diputat - Sena Inferior - No adscrit)
- Jean Montigny (diputat - Sarthe - GDRI)
- Anatole de Monzie (diputat - Òlt - USR)
- Paul Morane (diputat - Costes del Nord - RIAS)
- Gaston Moreau (diputat - Maine i Loira - ARGRI)
- Ferdinand Morin (diputat - Indra i Loira - SFIO)
- Louis Mourier (senador - Gard - Gauche Démocratique)
- Eugène Muller (senador - Baix Rin - ANRS)
- Auguste Muret (diputat - Alts Alps - SFIO)
- Louis Nachon (diputat - Jura - GDRI)
- Hervé Nader (diputat - Finisterre - RIAS)
- André Naphle (diputat - Gironda - SFIO)
- Achille Naudin (senador - Nièvre - Union démocratique et radicale)
- Raoul Naudin (diputat - Nièvre - Partit radical)
- Édouard Néron (senador - Alt Loira - ANRS)
- Jean Neyret (senador - Loira - Union démocratique et radicale)
- Jean Niel (diputat - Avairon - Indépendants républicains)
- Georges Nouelle (diputat - Saona i Loira - SFIO)
- Alfred Oberkirch (diputat - Baix Rin - Fédération républicaine)
- Albert Ouvré (senador - Sena i Marne - No adscrit)
- Auguste Pageot (diputat - Loira Inferior - SFIO)
- Maurice Palmade (senador - Charente Inferior - Gauche Démocratique)
- Édouard Pascaud (diputat - Charente - Partit radical)
- Henri Patizel (senador - Marne - Gauche Démocratique)
- Albert Paulin (diputat - Puèi Domat - SFIO)
- Henri de Pavin de Lafarge (senador - Ardecha - Union Républicaine)
- Eugène-Gaston Pébellier (diputat - Alt Loira - RIAS)
- René Pécherot (diputat - Droma - Partit radical)
- François Peissel (diputat - Roine - RIAS)
- Léon Pellé (diputat - Loiret - Indépendants républicains)
- Jean Pelletier (senador - Saona i Loira - Gauche Démocratique)
- Henri Perdrix (senador - Droma - Gauche Démocratique)
- Émile Périn (diputat - Nièvre - PUP)
- Georges Pernot (senador - Doubs - Union Républicaine)
- Pierre Perreau-Pradier (diputat - Yonne - ARGRI)
- Émile Perrein (diputat - Maine i Loira - Partit radical)
- Julien Peschadour (diputat - Corresa - SFIO)
- Maurice Petsche (diputat - Alts Alps - GDRI)
- François Peugeot (diputat - Doubs - GDRI)
- Albert Peyronnet (senador - Allier - Gauche Démocratique)
- Ernest Pezet (diputat - Morbihan - PDP)
- Pierre Pichery (senador - Loir i Cher -No adscrit)
- François Piétri (diputat - Còrsega - ARGRI)
- Armand Pillot (diputat - Departament del Sena - comunista)
- Étienne Pinault (diputat - Illa i Vilaine - PDP) - mort abans de la fi del mandat
- Antoine Pinay (senador - Loira - Union démocratique et radicale)
- Noël Pinelli (diputat - Departament del Sena - Indépendants républicains)
- François Pitti-Ferrandi (senador - Còrsega - Gauche Démocratique)
- Camille Planche (diputat - Allier - SFIO)
- Jean-Pierre Plichon (diputat - Nord - RIAS)
- Adolphe Pointaire (senador - Jura - Gauche Démocratique)
- Jacques Poitou-Duplessy (diputat - Charente - Fédération républicaine)
- Lucien Polimann (diputat - Mosa - RIAS)
- Charles Pomaret (diputat - Losera - USR)
- Henry Ponsard (diputat - Boques del Roine - RIAS)
- Georges Portmann (senador - Gironda - No adscrit)
- Georges Potut (diputat - Nièvre - Partit radical)
- Léopold Presseq (senador - Tarn i Garona - Gauche Démocratique)
- André Pringolliet (diputat - Savoia - USR)
- Gaston Provost-Dumarchais (senador - Nièvre - Union Républicaine)
- Jacques Queinnec (senador - Finisterre - Union Républicaine)
- Jean Quenette (diputat - Meurthe i Mosel·la - RIAS)
- Aimé Quinson (diputat - Ain - SFIO)
- Jules Radulph (diputat - Calvados - Agraire indépendant)
- Louis Rambaud (senador - Vendée - ANRS)
- Joseph Ranquet (diputat - Gard - Partit radical)
- Lucien Raux (diputat - Nord - comunista)
- Alexandre Rauzy (diputat - Arieja - SFIO)
- Joannès Ravanat (diputat - Isèra - SFIO)
- André Ray (diputat - Isèra - Partit radical)
- Clément Raynaud (senador - Aude - Gauche Démocratique)
- Marcel Régis (diputat - Algèria - SFIO)
- Charles Reibel (senador - Sena i Oise - Union Républicaine)
- François Reille-Soult (diputat - Tarn - PDP)
- Paul Richard (diputat - Roine - Fédération républicaine)
- Camille Riffaterre (diputat - Cruesa - SFIO)
- Henri Rillart de Verneuil (senador - Aisne - ANRS)
- Alphonse Rio (senador - Morbihan - Gauche Démocratique)
- Gaston Riou (diputat - Ardecha - Partit radical)
- Paul Rives (diputat - Allier - SFIO)
- Albert Rivière (diputat - Cruesa - SFIO)
- Fernand Robbe (diputat - Sena i Oise - Partit radical)
- Léopold Robert (senador - Vendée - ANRS)
- Maurice Robert (diputat - Aube - Partit radical)
- Camille de Rocca Serra (diputat - Còrsega - ARGRI)
- Victor Rochereau (diputat - Vendée - Indépendants républicains)
- Gaston Rogé (senador - Meurthe i Mosel·la - Union Républicaine)
- Maxence Roldes (diputat - Yonne - SFIO)
- Louis Rollin (diputat - Departament del Sena - ARGRI)
- René Rollin (diputat - Alt Marne - Partit radical)
- Vincent Rotinat (diputat - Indre - Partit radical)
- Guillaume des Rotours (senador - Nord - Union démocratique et radicale)
- Fernand Roucayrol (diputat - Erau - SFIO)
- Hubert Rouger (diputat - Gard - SFIO)
- Georges Roulleaux-Dugage (diputat - Orne - Fédération républicaine)
- Jean Roumajon (diputat - Corresa - SFIO)
- Édouard Roussel (senador - Nord - Union démocratique et radicale)
- Émile Roussel (senador - Aisne - ANRS)
- Marius Roustan (senador - Erau - Gauche Démocratique)
- François Roux (diputat - Saona i Loira - SFIO)
- Henri Roy (senador - Loiret - Gauche Démocratique)
- Félix Rozier (senador - Droma - Gauche Démocratique)
- François de Saint-Just (diputat - Pas-de-Calais - Fédération républicaine)
- Henri de Saint-Pern (diputat - Maine i Loira - Fédération républicaine)
- Charles Saint-Venant (diputat - Nord - SFIO)
- Henri Salengro (diputat - Nord - SFIO)
- Albert Sarraut (senador - Aude - Gauche Démocratique)
- Maurice Satineau (diputat - Guadalupe - Union Républicaine et sociale)
- François Saudubray (diputat - Sarthe - PDP)
- Paul Saurin (diputat - Algèria - GDRI)
- Georges Scapini (diputat - Departament del Sena - Indépendants républicains)
- Abraham Schrameck (senador - Boques del Roine - Gauche Démocratique)
- Robert Schuman (diputat - Mosel·la - PDP)
- James Sclafer (senador - Charente Inferior - Gauche Démocratique)
- Louis Sellier (diputat - Departament del Sena - PUP)
- Thomas Seltz (diputat - Baix Rin - IAP)
- Pierre Sérandour (diputat - Costes del Nord - Partit radical)
- Joseph Serlin (senador - Isèra - Gauche Démocratique)
- Robert Sérot (diputat - Mosel·la - RIAS)
- Louis Sibué (diputat - Savoia - SFIO)
- Léon Silvestre (diputat - Gard - SFIO)
- Léon Sireyjol (senador - Dordonya - Gauche Démocratique)
- Daniel Soula (diputat - Arieja - SFIO)
- Charles Spinasse (diputat - Corresa - SFIO)
- Raymond Susset (diputat - Departament del Sena - USR)
- Pierre Taittinger (diputat - Departament del Sena - Fédération républicaine)
- Fernand Talandier (diputat - Cantal - GDRI)
- Henri Tasso (senador - Boques del Roine - SFIO)
- Émile Taudière (diputat - Deux-Sèvres - RIAS)
- Jean Taurines (senador - Loira - Union démocratique et radicale)
- Emmanuel Temple (diputat - Avairon - Fédération républicaine)
- François de Tessan (diputat - Sena i Marne - Partit radical) - Mort per França
- Georges Tessier (diputat - Alta Viena - SFIO)
- Paul Thellier (diputat - Pas-de-Calais - ARGRI) - Mort per França
- Alphonse Thibon (diputat - Ardecha - Fédération républicaine)
- Maurice Thiéfaine (diputat - Loira Inferior - SFIO)
- Maurice Thiolas (diputat - Alt Loira - SFIO)
- Charles Thonon (diputat - Sena i Oise - SFIO)
- René Thorp (diputat - Gironda - Partit radical)
- Robert Thoumyre (senador - Sena Inferior - Union Républicaine)
- Jean Thureau-Dangin (senador - Sena Inferior - Union Républicaine)
- Jean du Tinguy du Pouët (diputat - Vendée - RIAS)
- Jean-Louis Tixier-Vignancour (diputat - Baixos Pirineus -No adscrit) - futur candidat per l'extrema dreta a les eleccions presidencials del 1965
- Maurice Toy-Riont (senador - Alts Alps - Union Républicaine)
- Aimé Tranchand (diputat - Viena - GDRI)
- Firmin Tristan (diputat - Morbihan - GDRI)
- Henry Turlier (senador - Saona i Loira - Gauche Démocratique)
- Georges Ulmo (senador - Alt Marne - Gauche Démocratique)
- Pierre Vaillandet (diputat - Valclusa - SFIO)
- Jean Valadier (senador - Eure i Loir - Gauche Démocratique)
- Fernand Valat (diputat - Gard - comunista)
- François Valentin (diputat - Meurthe i Mosel·la - Fédération républicaine)
- Sabinus Valière (diputat - Alta Viena - SFIO)
- Xavier Vallat (diputat - Ardecha - Fédération républicaine)
- Pierre Vallette-Viallard (diputat - Ardecha - Fédération républicaine)
- Charles Vallin (diputat - Departament del Sena - Parti social français)
- Roger Vantielcke (diputat - Pas-de-Calais - SFIO)
- Marcel Vardelle (diputat - Alta Viena - SFIO)
- Léon Vaur (diputat - Manche - PDP)
- Gaston Veyssière (senador - Sena Inferior - Union Républicaine)
- Louis Viellard (senador - Territori de Belfort - Union Républicaine)
- Jean Villault-Duchesnois (senador - Manche - Union Républicaine)
- Antoine Villedieu (diputat - Puèi Domat - SFIO)
- Adolphe Vincent (diputat - Pas-de-Calais - ARGRI)
- Émile Vincent (senador - Costa d'Or - No adscrit)
- Maurice Voirin (diputat - Ardenes - SFIO)
- Michel Walter (diputat - Baix Rin - IAP)
- Alphonse Warusfel (senador - Oise - Union démocratique et radicale)
- Guy de Wendel (senador - Mosel·la - Union Républicaine)
- Jean Ybarnégaray (diputat - Baixos Pirineus - Parti social français)

### Abstencions
- Joseph Bastide (diputat - Avairon - Fédération républicaine)
- André Baud (diputat - Jura - IURN)
- Georges Bureau (diputat - Sena Inferior - ARGRI)
- Paul Campargue (diputat - Yonne - SFIO)
- Eugène Chassaing (senador - Puèi Domat - Gauche Démocratique)
- Antoine Drivet (senador - Loira - Gauche Démocratique)
- Pétrus Faure (diputat - Loira - PUP)
- Édouard Herriot (président de la Cambra de diputats - Roine - Partit radical)
- André Honnorat (senador - Baixos Alps - Union Républicaine)
- Alfred Jules-Julien (diputat - Roine - Partit radical)
- Adolphe Landry (diputat - Còrsega - Partit radical)
- Charles Lussy (diputat - Valclusa - SFIO) - no acabà el mandat
- Marcel Michel (senador - Dordonya - Gauche Démocratique)
- Georges Monnet (diputat - Aisne - SFIO)
- Léon Perrier (senador - Isèra - Gauche Démocratique)
- Pierre Robert (senador - Loira - Gauche Démocratique)
- Henri Queuille (senador - Corresa - Gauche Démocratique)
- Albert Sérol (diputat - Loira - SFIO)
- Théodore Steeg (senador - Departament del Sena - Gauche Démocratique)
- Raymond Vidal (diputat - Boques del Roine - SFIO)

### No prengueren part a la votació, havent-se excusat prèviament d'assistir-hi
- Paul Bastid (diputat - Cantal - Partit radical) - embarcat al vaixell Massilia amb destinació Casablanca
- Henry Bérenger (senador - Guadalupe - Gauche Démocratique)
- Marcel Brout (diputat - Departament del Sena - comunista) - embarcat al vaixell Massilia amb destinació Casablanca
- César Campinchi (diputat - Còrsega - Partit radical) - embarcat al vaixell Massilia amb destinació Casablanca
- Camille Catalan (diputat - Gers - Partit radical) - embarcat al vaixell Massilia amb destinació Casablanca
- Gabriel Delattre (diputat - Ardenes - Partit radical) - embarcat al vaixell Massilia amb destinació Casablanca
- Yvon Delbos (diputat - Dordonya - Partit radical) - embarcat al vaixell Massilia amb destinació Casablanca
- Joseph Denais (diputat - Departament del Sena - Fédération républicaine) - embarcat al vaixell Massilia amb destinació Casablanca
- André Dupont (diputat - Eure - SFIO) - embarcat al vaixell Massilia amb destinació Casablanca
- Léandre Dupré (diputat - Nord - SFIO) - embarqué sur le Massilia au départ du Verdon à destination de Casablanca
- Alexandre Duval (diputat - Eure - Fédération républicaine)
- Galandou Diouf (diputat - Senegal - Gauche indépendante) - embarcat al vaixell Massilia amb destinació Casablanca
- Salomon Grumbach (diputat - Tarn - SFIO) - embarcat al vaixell Massilia amb destinació Casablanca - no acabà el mandat
- Auguste Edouard Hirschauer (general) (senador - Mosel·la - Union Républicaine)
- Louis Jacquinot (diputat - Mosa - ARGRI)
- Bernard Quénault de la Groudière (diputat - Manche - Fédération républicaine) - embarcat al vaixell Massilia amb destinació Casablanca
- Robert Lazurick (diputat - Cher - SFIO) - embarcat al vaixell Massilia amb destinació Casablanca - no acabà el mandat
- André Le Troquer (diputat - Departament del Sena - SFIO) - embarcat al vaixell Massilia amb destinació Casablanca
- Georges Lévy-Alphandéry (diputat - Alt Marne - Partit radical) - embarcat al vaixell Massilia amb destinació Casablanca - no acabà el mandat
- Georges Mandel (diputat - Gironda - Indépendants républicains) - embarcat al vaixell Massilia amb destinació Casablanca - Mort per França
- Auguste Mounié (senador - Departament del Sena - Gauche Démocratique)
- Joseph Parayre (senador - Pirineus Orientals - SFIO)
- Camille Perfetti (diputat - Alt Marne - Partit radical) - embarcat al vaixell Massilia amb destinació Casablanca
- Jean Philip (senador - Gers - Gauche Démocratique)
- Michel Tony-Révillon (senador - Ain - Gauche Démocratique) - embarcat al vaixell Massilia amb destinació Casablanca
- Paul Reynaud (diputat - Departament del Sena - ARGRI)
- Jammy Schmidt (diputat - Oise - Partit radical) - embarcat al vaixell Massilia amb destinació Casablanca
- Jean Stuhl (general) (senador - Mosel·la - ANRS) - mort el 1942
- Jean-Marie Thomas (diputat - Saona i Loira - SFIO) - embarcat al vaixell Massilia amb destinació Casablanca
- François de Wendel (senador - Meurthe i Mosel·la - Union Républicaine) - restà a París en un gest de "discreta desaprovació"[11]

### No pogueren votar per raó del seu càrrec
- Henri Hamelin, qüestor del Senat, retingut a París per raó del seu càrrec (senador - Yonne - Gauche Démocratique)
- Jules Jeanneney, que presidia la sessió (senador - Alt Saona - Gauche Démocratique)

### No prengueren part a la votació, sense raó oficial
- Maurice Aguillon (diputat - Viena - Partit radical) - deportat i Mort per França
- Henri Alhéritière (senador - Cruesa - Gauche Démocratique)
- Joseph Aveline (diputat - Orne - GDRI)
- Paul Bacquet (diputat - Pas-de-Calais - ARGRI)
- André Barbier (senador - Vosges - Union Républicaine)
- François Beaudoin (diputat - Mosel·la - Agraire indépendant) - Mort per França
- Émile Bèche (diputat - Deux-Sèvres - SFIO)
- Léonus Bénard (senador - La Reunió - Gauche Démocratique)
- Émile Berlia (diputat - Alta Garona - SFIO)
- Paul Bersez (senador - Nord - Gauche Démocratique)
- Pierre Betfert (senador - Costes del Nord - Union démocratique et radicale)
- Jean Bienvenu-Martin (senador - Yonne - Gauche Démocratique)
- Camille Blaisot (diputat - Calvados - Fédération républicaine) - Mort per França
- Albert Blanchoin (diputat - Maine i Loira -Parti de la Jeune République)
- Jean Pierre-Bloch (diputat - Aisne - SFIO) - no acabà el mandat
- Élie Bloncourt (diputat - Aisne - SFIO)
- Léon Bondoux (diputat - Nièvre - SFIO)
- Jean Bouhey (diputat - Costa d'Or - SFIO)
- Paul Brasseau (senador - Sena i Oise -No adscrit)
- Médard Brogly (senador - Alt Rin - No adscrit)
- Marcel Bugain (diputat - Aisne - SFIO)
- Paul Cabanis (diputat - Loiret - Partit radical)
- Maurice Cabart-Danneville (senador - Manche - Union Républicaine)
- Henri Cadot (diputat - Pas-de-Calais - SFIO)
- Lucien Camus (diputat - Sena i Oise - Partit Camille Pelletan)
- Jean Chiappe (diputat - Departament del Sena - Indépendants républicains) - mort abans de la fi del mandat
- Bernard de Coral (diputat - Baixos Pirineus - Fédération républicaine)
- Édouard Corbedaine (senador - Mosel·la - Union Républicaine)
- Pierre Cot (diputat - Savoia - Partit radical)
- Charles-Henri Cournault (senador - Meurthe i Mosel·la - Union Républicaine)
- René Courtier (senador - Sena i Marne - No adscrit)
- Paul Creyssel (diputat - Loira - ARGRI)
- Paul Cuttoli (senador - Constantina - Gauche Démocratique)
- André Daher (diputat - Boques del Roine - Fédération républicaine)
- Édouard Daladier (diputat - Valclusa - Partit radical) - embarcat al vaixell Massilia amb destinació Casablanca
- Émile Damecour (senador - Manche - Union Républicaine)
- Ernest Daraignez (senador - Landes - Gauche Démocratique)
- Gustave Decréquy (diputat - Pas-de-Calais - Partit radical)
- Maurice Delabie (diputat - Somme - Partit radical)
- Louis Demellier (senador - Deux-Sèvres - Gauche Démocratique)
- Georges Dentu (senador - Orne - ANRS)
- Pierre Dezarnaulds (diputat - Loiret - Partit radical)
- Jules-Albert de Dion (senador - Loira Inferior - ANRS)
- Marius Dubois (diputat - Algèria - SFIO) - embarcat al vaixell Massilia amb destinació Casablanca
- Armand Dupuis (diputat - Oise - Partit radical)
- René Enjalbert (diputat - Algèria - GDRI)
- Paul Faure (diputat - Saona i Loira - SFIO)
- Arsène-Célestin Fié (diputat - Nièvre - SFIO)
- Raymond de Fontaines (senador - Vendée - ANRS)
- Albert Forcinal (diputat - Eure - USR)
- Charles François-Saint-Maur (senador - Loira Inferior - No adscrit)
- Pierre Fully (diputat - Landes - Partit radical) - mort abans de la fi del mandat
- Jacques Gautron (senador - Eure i Loir - Union démocratique et radicale)
- Michel Geistdoerfer (diputat - Costes del Nord - Partit radical)
- Raymond Gilbert (senador - Eure i Loir - Union démocratique et radicale)
- Alexandre Goré (senador - Oise - Union démocratique et radicale)
- Jean Guastavino (diputat - Algèria - Partit radical) - embarcat al vaixell Massilia amb destinació Casablanca
- Gustave Guérin (senador - Manche - Union Républicaine)
- René Hachette (senador - Aisne - Union Républicaine)
- François d'Harcourt (diputat - Calvados - Indépendants républicains)
- Albert Hauet (diputat - Aisne - Partit radical) - mort abans de la fi del mandat
- James Hennessy (senador - Charente - No adscrit)
- René Héry (senador - Deux-Sèvres - Gauche Démocratique)
- Charles Hueber (diputat - Baix Rin - IAP)
- Paul Ihuel (diputat - Morbihan - proper als Républicains indépendants d'action sociale)
- Vincent Inizan (diputat - Finisterre - Fédération républicaine)
- Georges Izard (diputat - Meurthe i Mosel·la - SFIO)
- Édouard Jonas (diputat - Alps Marítims - USR)
- Pierre Jossot (senador - Costa d'Or - Gauche Démocratique)
- Anatole Jovelet (senador - Somme - Gauche Démocratique)
- Henry de Kérillis (diputat - Departament del Sena - Indépendants républicains) - no acabà el mandat
- Palamède de La Grandière (senador - Maine i Loira - ANRS)
- Amaury de la Grange (senador - Nord - Union Républicaine)
- Joseph Lagrosillière (diputat - Martinica - SFIO)
- Robert de La Myre Mory (diputat - Òlt i Garona - ARGRI) - no acabà el mandat - Mort per França
- Pierre-Olivier Lapie (diputat - Meurthe i Mosel·la - USR)
- Émile Lardier (diputat - Territori de Belfort - Fédération républicaine)
- Robert Lassalle (diputat - Landes - Partit radical) - no acabà el mandat - Mort per França
- Augustin Laurent (diputat - Nord - SFIO)
- Léon Lauvray (senador - Eure - Union Républicaine)
- Jean-Baptiste Lebas (diputat - Nord - SFIO - Mort per França
- Georges Lecourtier (senador - Mosa - Union Républicaine) - mort abans de la fi del mandat
- Paul Lederlin (senador - Còrsega - Gauche Démocratique)
- Max Lejeune (diputat - Somme - SFIO)
- Joseph Le Pevedic (diputat - Morbihan - ARGRI)
- Jean Leroy (diputat - Vosges - Partit de la Jeune République)
- Théophile Longuet (diputat - Charente Inferior - Partit radical)
- Paul Loubradou (diputat - Dordonya - comunista)
- Jacques du Luart (diputat - Sena Inferior - Fédération républicaine)
- René de Ludre-Frolois (senador - Orne - ANRS)
- Hervé de Lyrot (diputat - Illa i Vilaine - Indépendants républicains)
- Adrien Mabrut (diputat - Puèi Domat - SFIO)
- Alfred Maës (diputat - Pas-de-Calais - SFIO)
- André Magnan (diputat - Loira - ARGRI)
- André Marie (diputat - Sena Inferior - Partit radical)
- Louis Marin (diputat - Meurthe i Mosel·la - Fédération républicaine)
- Louis Masson (diputat - Nord - SFIO - mort abans de la fi del mandat
- Georges Mazerand (diputat - Meurthe i Mosel·la - GDRI)
- Pierre Mendès France (diputat - Eure - Partit radical) - embarcat al vaixell Massilia amb destinació Casablanca
- Georges Métayer (diputat - Sena Inferior - Partit radical)
- Jean Meunier (diputat - Indra i Loira - SFIO)
- Alexandre Millerand (senador - Orne - Union Républicaine)
- Arthur Mirouel (senador - Mosa - Union Républicaine)
- Gaston Monnerville (diputat - Guaiana Francesa - Partit radical)
- Henri de Monti de Rezé (senador - Mayenne - ANRS)
- Émile Morinaud (diputat - Algèria - GDRI)
- André Morizet (senador - Departament del Sena - SFIO)
- Eugène Nicolas (senador - Alta Viena - SFIO)
- Paul Ostermann (senador - Alt Rin - No adscrit)
- André Parmentier (diputat - Nord - Fédération républicaine)
- Raymond Patenôtre (diputat - Sena i Oise - USR)
- Émile Peter (diputat - Mosel·la - IAP)
- Pierre Pitois (diputat - Marne - RIAS)
- Gabriel Plancke (diputat - Nord - Gauche indépendante)
- René Plard (diputat - Aube - PUP)
- François de Polignac (diputat - Maine i Loira - RIAS)
- Jean-Michel Renaitour (diputat - Yonne - Gauche indépendante)
- Raymond Réthoré (diputat - Charente - Partit radical)
- Adrien Richard (senador - Vosges - Union Républicaine)
- René Richard (diputat - Deux-Sèvres - Partit radical)
- Théophile Romastin (diputat - Sarthe - Partit radical)
- Maurice de Rothschild (senador - Alts Alps - No adscrit)
- Pierre Roux-Freissineng (senador - Oran - Union démocratique et radicale)
- Marc Rucart (diputat - Vosges - Partit radical)
- Antoine Sallès (diputat - Roine - RIAS)
- Gustave Saussot (diputat - Dordonya - comunista)
- Henri Sellier (senador - Departament del Sena - SFIO)
- Joseph Serda (diputat - Algèria - Gauche indépendante)
- Victor Sévère (diputat - Martinica - Union Républicaine)
- Joseph Sigrist (senador - Baix Rin - No adscrit)
- Paul Sion (diputat - Pas-de-Calais - SFIO)
- Ernest Sourioux (diputat - Cruesa - IURN) - Mort per França
- Alphonse Tellier (diputat - Pas-de-Calais - SFIO)
- Albert Thibault (senador - Sarthe - Union Républicaine)
- Eugène Thomas (diputat - Nord - SFIO)
- Henri Triballet (diputat - Eure i Loir - USR)
- Eugène Turbat (senador - Loiret - Gauche Démocratique)
- Jean-Jacques Urban (senador - Baix Rin - Union Républicaine)
- Jean Vassal (diputat - Oise - SFIO)
- Édouard Vasseux (senador - Oise - Gauche Démocratique)
- Pierre Viénot (diputat - Ardenes - USR) - embarcat al vaixell Massilia amb destinació Casablanca
- Fernand Wiedemann-Goiran (diputat - Departament del Sena - IURN)
- Alex Wiltzer (diputat - Mosel·la - IAP) - embarcat al vaixell Massilia amb destinació Casablanca
- Jules Wolff (senador - Mosel·la - Union Républicaine)
- Jean Zay (diputat - Loiret - Partit radical) - embarcat al vaixell Massilia amb destinació Casablanca - Mort per França

### No pogueren prendre part a la votació
- Jean-Pierre Mourer (diputat - Baix Rin - IAP)
- Joseph Rossé (diputat - Alt Rin - IAP)
- Marcel Stürmel (diputat - Alt Rin - IAP)